# Maquis (Star Trek)
În franciza americană științifico-fantastică Star Trek, Maquis este o organizație paramilitară din secolul al XXIV-lea sau un grup terorist, prima oară apărut(ă) în episodul din 1994 „The Maquis” al serialului de televiziune Star Trek: Deep Space Nine. Această organizație apare, de asemenea, în Star Trek: Generația următoare sau în Star Trek: Voyager.
Maquis este o organizație rebelă formată din coloniști și ofițeri ai Federației Unite a Planetelor  care, după cedarea de către Federație a unor teritorii către Uniunea Cardassienilor la sfârșitul anilor 2360 - începutul anilor 2370, au ales să lupte contra Cardassienilor în Zona demilitarizată. Flota Stelară îi consideră pe Maquis teroriști, în timp ce Cardassienii îi consideră trădători.
În anii 2373-2375, Uniunea Cardassiană și-a unit forțele cu cele ale Dominionului ca să lupte în Războiul Dominionului împotriva Federației și a ajutat militar Dominionul ca să distrugă complet pe Maquis.